# ماژلان (کاوشگر)

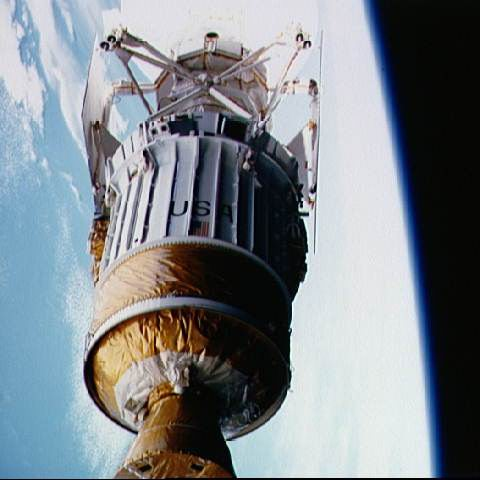
ماژلان (کاوشگر)

ماژلان (انگلیسی: Magellan)  کاوشگری رباتیکی بود که در سال ۱۹۸۹ توسط سازمان فضایی ناسا جهت نقشه‌برداری از سطح ناهید با استفاده از فناوری رادار دهانه ترکیبی، به مدار این سیاره ارسال شد. این فضاپیمای ۱٬۰۳۵ کیلوگرمی به وسیله شاتل آتلانتیس و طی مأموریت اس‌تی‌اس-۳۰ ارسال شد.